# Supercoppa polacca 2020 (pallavolo maschile)
La Supercoppa polacca 2020 si è svolta dal 5 al 6 settembre 2020: al torneo hanno partecipato quattro squadre di club polacche e la vittoria finale è andata per la seconda volta consecutiva allo ZAKSA.

## Regolamento
A causa della pandemia di COVID-19, che ha comportato l'interruzione anticipata delle manifestazioni nazionali polacche della stagione 2019-20 (Polska Liga Siatkówki e Coppa di Polonia) senza la definizione di un vincitore, la formula canonica del torneo è stata rivista trasformando lo stesso in una competizione aperta alle formazioni vincitrici del campionato polacco a partire dalla riforma professionistica dello stesso avvenuta nel 2000.
Le quattro squadre aventi diritto hanno disputato semifinali e finale, con abbinamenti definiti sulla base del numero di titoli nazionali conquistati.

## Squadre partecipanti
| Squadra            | Qualificazione                                                                                      | Ultima partecipazione   |
| ------------------ | --------------------------------------------------------------------------------------------------- | ----------------------- |
| Asseco Resovia     | Campione di Polonia 2011-12, 2012-13, 2014-15                                                       | Supercoppa polacca 2015 |
| Jastrzębski Węgiel | Campione di Polonia 2003-04                                                                         | Debutto                 |
| Skra Bełchatów     | Campione di Polonia 2004-05, 2005-06, 2006-07, 2007-08, 2008-09, 2009-10, 2010-11, 2013-14, 2017-18 | Supercoppa polacca 2018 |
| ZAKSA              | Campione di Polonia 2000-01, 2001-02, 2002-03, 2015-16, 2016-17, 2018-19                            | Supercoppa polacca 2019 |

## Torneo

### Tabellone
|  | Semifinali         | Semifinali |  |                | Finale | Finale |
|  |                    |            |  |                |        |        |
|  | Skra Bełchatów     | 3          |  |                |        |        |
|  | Skra Bełchatów     | 3          |  |                |        |        |
|  | Jastrzębski Węgiel | 0          |  |                |        |        |
|  | Jastrzębski Węgiel | 0          |  | Skra Bełchatów | 1      |        |
|  |                    |            |  | Skra Bełchatów | 1      |        |
|  |                    |            |  |                | ZAKSA  | 3      |
|  | ZAKSA              | 3          |  |                | ZAKSA  | 3      |
|  | ZAKSA              | 3          |  |                |        |        |
|  | Asseco Resovia     | 1          |  |                |        |        |
|  | Asseco Resovia     | 1          |  |                |        |        |

### Risultati

#### Semifinali
| 5 settembre 2020 Hala Sportowa Hotel Arłamów, Arłamów, Ustrzyki Dolne Durata: 1h:32 - Spettatori: ? | Skra Bełchatów | 3 - 0 | Jastrzębski Węgiel | 29-27, 25-23, 28-26        |
| 5 settembre 2020 Hala Sportowa Hotel Arłamów, Arłamów, Ustrzyki Dolne Durata: 1h:57 - Spettatori: ? | ZAKSA          | 3 - 1 | Asseco Resovia     | 18-25, 25-23, 25-21, 25-14 |

#### Finale
| 6 settembre 2020 Hala Sportowa Hotel Arłamów, Arłamów, Ustrzyki Dolne Durata: 1h:47 - Spettatori: ? | Skra Bełchatów | 1 - 3 | ZAKSA | 25-20, 14-25, 21-25, 19-25 |